# Federal Information Processing Standard
Federal Information Processing Standard (FIPS) sunt standarde dezvoltate de National Institute of Standards and Technology, NIST, agenție a guvernului Statelor Unite. Multe dintre standardele FIPS sunt versiuni modificate ale standardelor ANSI, IEEE, ISO etc. Printre standardele cele mai cunoscute publicate de FIPS se numără metodele de criptare a datelor Data Encryption Standard și Advanced Encryption Standard precum codurile de țară FIPS 10-4.